# Soltam M-66
Soltam M-66 — 160-мм гладкоствольный миномёт производства израильской компании «Soltam». Разработан в конце 1960-х на основе 160-мм миномёта М-58 производства Финляндии.

## ТТХ
- Длина ствола, калибров: 18.9
- Масса, кг: 1700 (1450 без опорной плиты)
- Масса мины, кг: 38

## Самоходные миномёты
- Makmat — израильский 160-мм самоходный миномёт на шасси танка M4 «Шерман»

## На вооружении
Миномёт поставлялся на экспорт. Состоит на вооружении нескольких стран:
- Израиль
- Гондурас
- Сингапур
- Эквадор
- ЮАР

## Фотографии

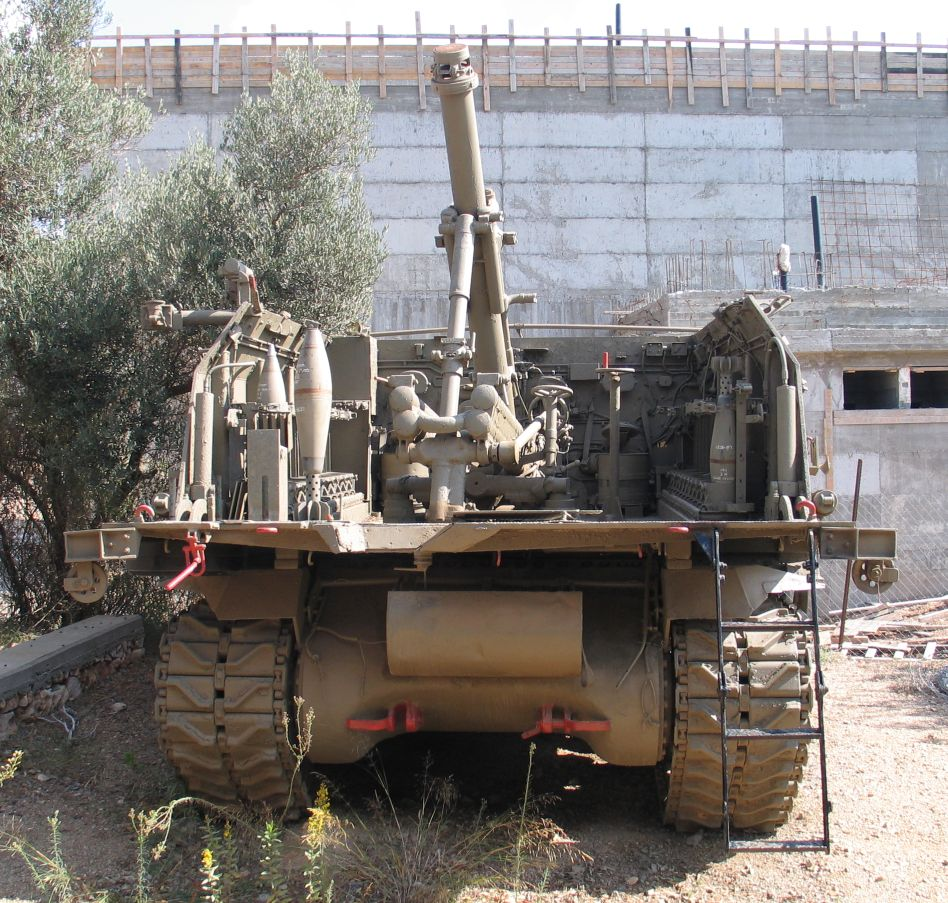
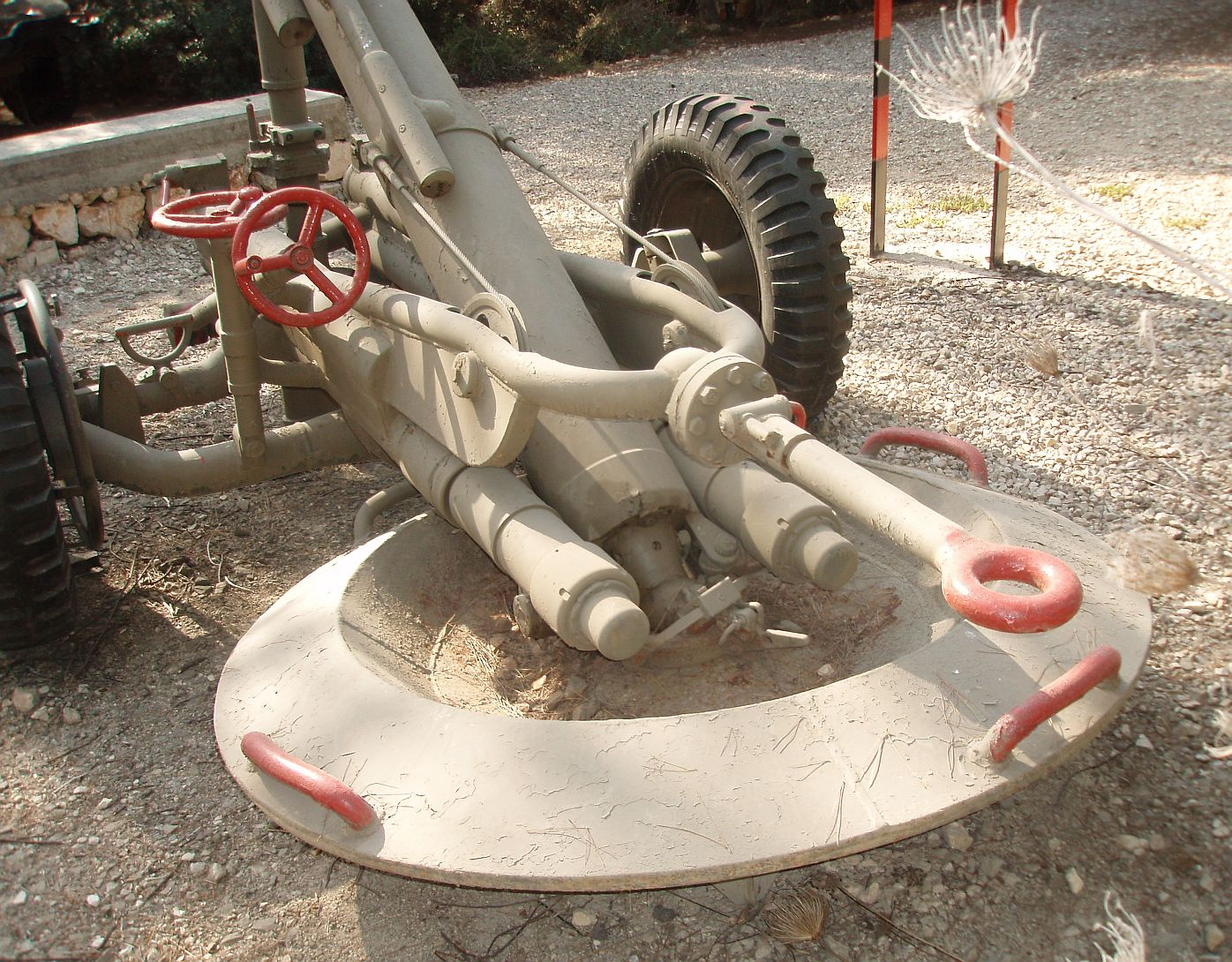
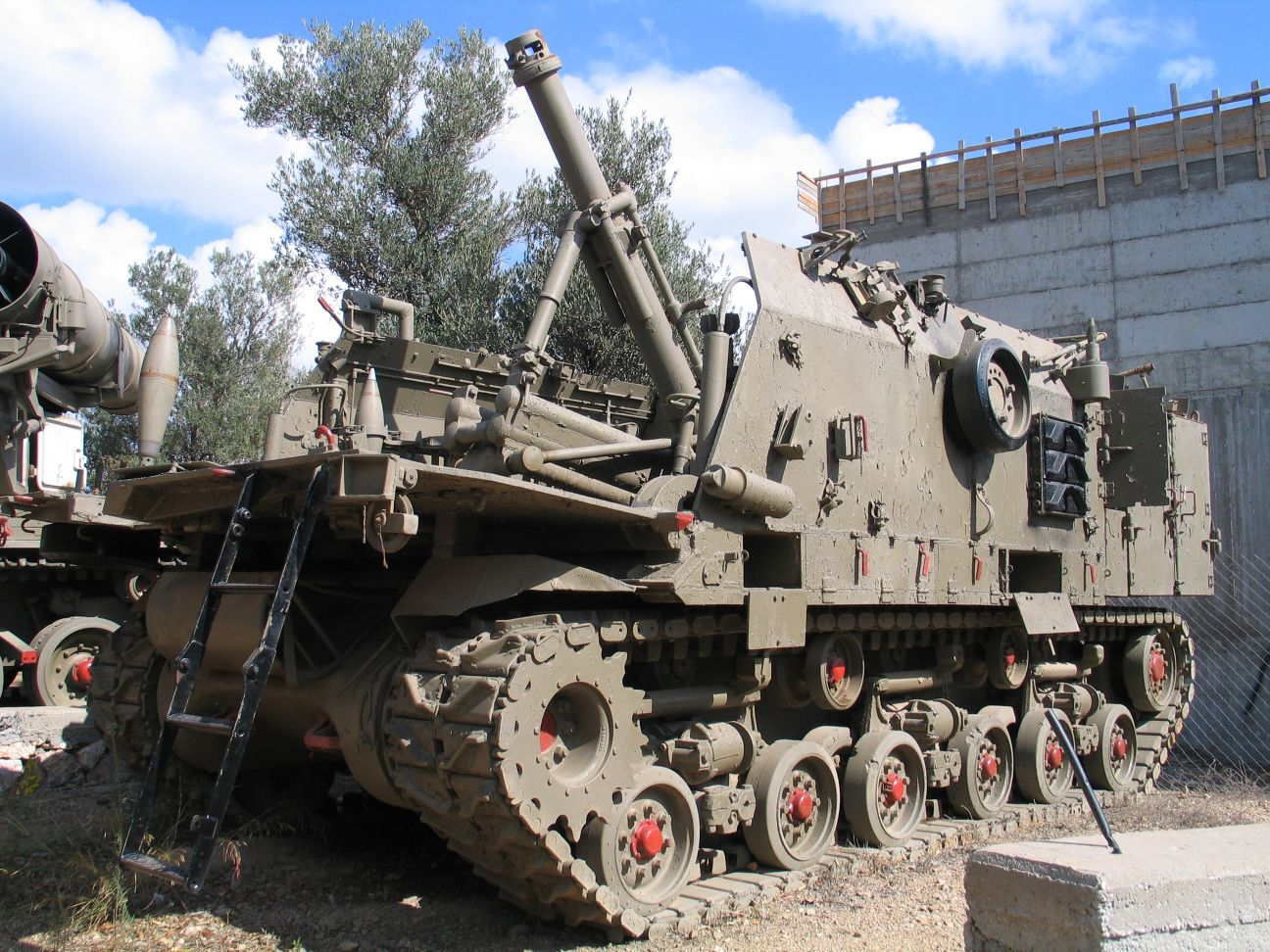
Израильский 160-мм миномёт Makmat
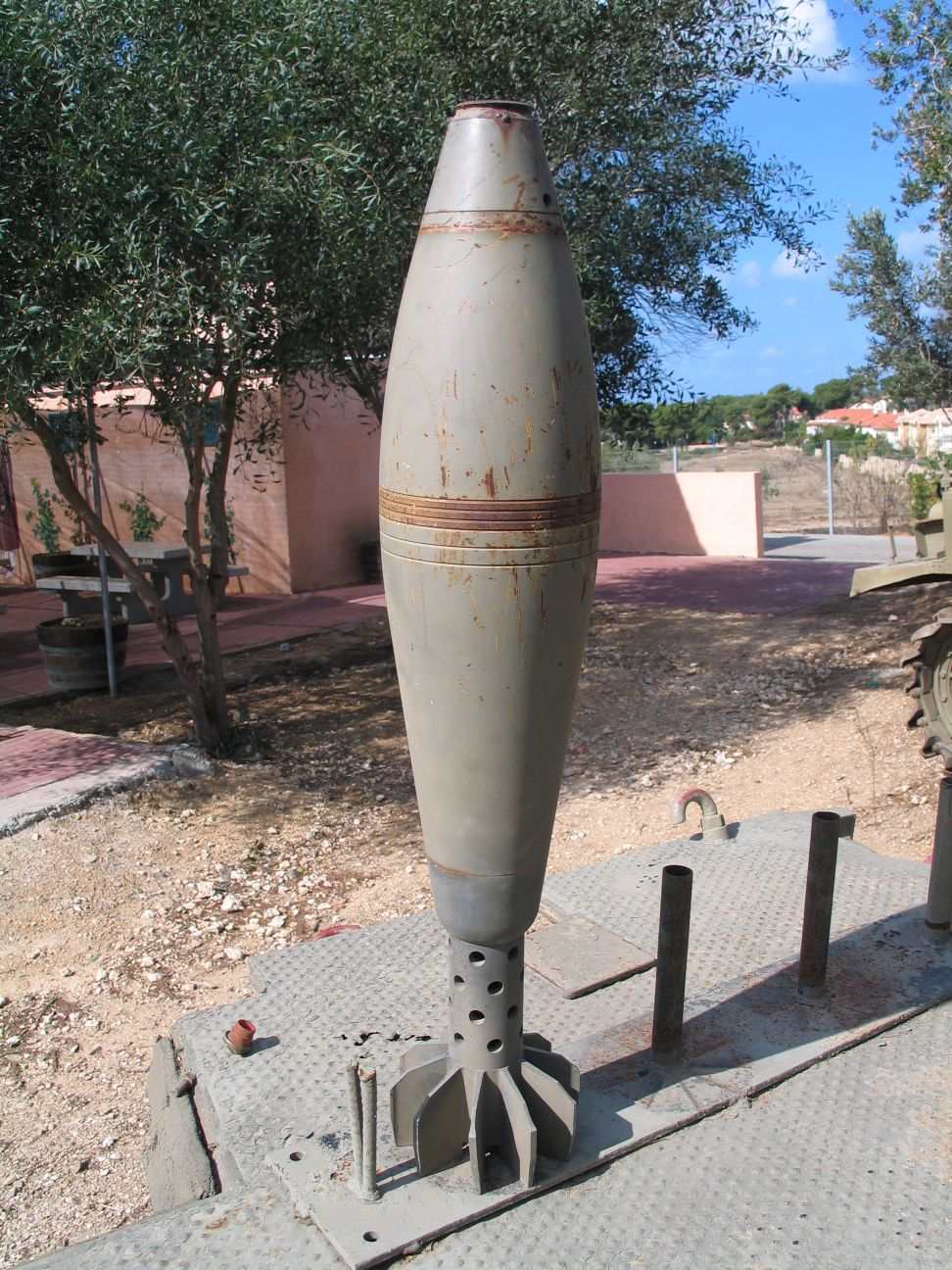
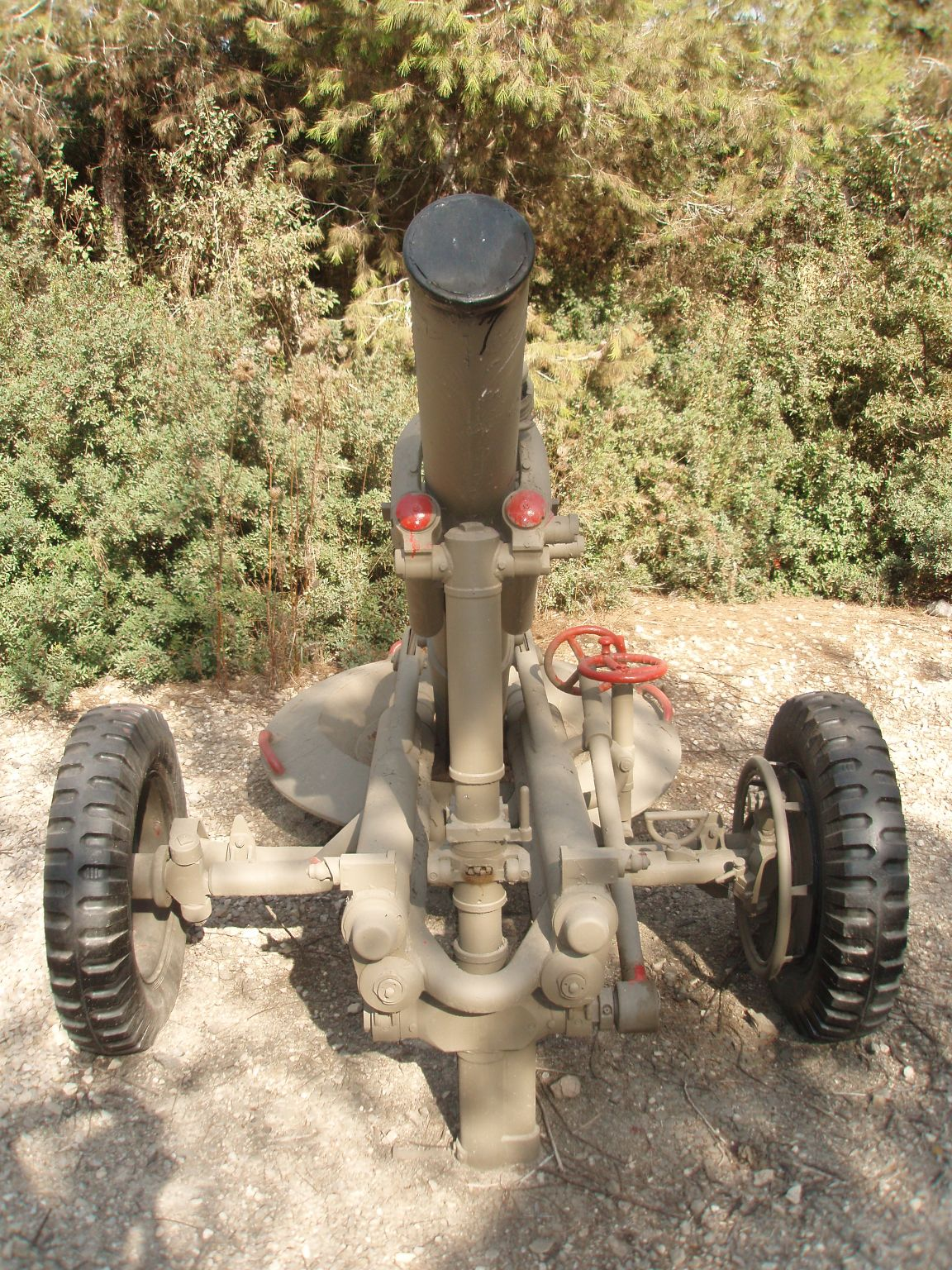